# 무예도보통지

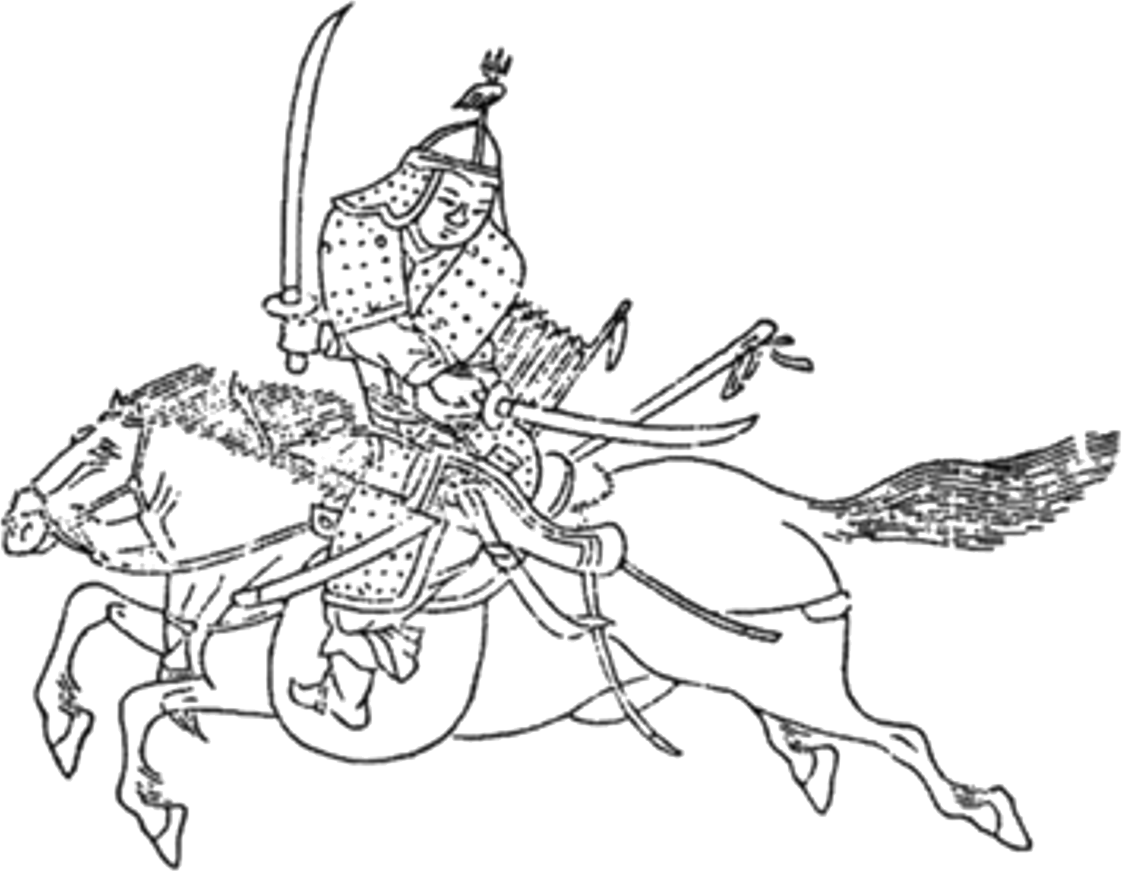
무예도보통지의 한 장면

《무예도보통지》(武藝圖譜通志)는 규장각 검서관인 이덕무, 박제가와 장용영 장교인 백동수 등이 정조의 명으로 1790년(정조 14년)에 편찬한 훈련용 병서이다. 임금의 명으로 만들어졌다 하여 《어제무예도보통지》(御製武藝圖譜通志) 또는 《어정무예도보통지》(御定武藝圖譜通志)라고도 불린다.
2017년, 조선민주주의인민공화국의 세계기록유산으로 등재됐다.

## 배경
세계의 모든 문화는 평상시의 호신과 전쟁시의 전투를 위한 무예를 발달시켜 왔다. 한국의 경우도 마찬가지여서 고대부터 맨손 격투기인 수박을 비롯하여 무기를 이용한 검술, 창술, 궁술 등이 연마되었다. 조선시대에 들어 무인을 뽑던 과거 제도인 무과는 활쏘기, 창술 등의 무기 기술 습득 정도와, 기마술을 시험하기 위한 격구를 시험 과목으로 삼았다.
임진왜란을 치른 조선 후기에 들어 보다 체계적인 병사 훈련의 필요성이 제기되었고 명나라의 척계광이 지은 《기효신서》가 보급되었다. 선조 시기 한교는 《기효신서》를 비롯한 여러 무예지를 바탕으로 《무예제보》를 편찬하였다. 이후 《무예제보》는 《연병실기》, 《조련도식》, 《권보》등과 함께 병사 양성의 지침서가 되었다. 그러나 《무예제보》의 편찬 이후로도 척게광의 《기효신서》는 여전히 병사 훈련의 기본적 지도서로 사용되었다.
1759년(영조 35년)에 죽장창(竹長槍) 등 12종을 늘려서 18종으로써 《무예신보(武藝新譜)》를 편찬하였다. 《무예신보》는 사도세자가 편찬에 참여한 것으로 대리청정을 하는 동안 자신의 기반인 청류당을 기르기 위한 목적이 있었다. 이는 영조와 사도세자 사이의 갈등 요인이 되었다.
정조 때에 이르러 기예(騎藝) 등 6종을 다시 추가하여 24종에 달하는 각종 무예에 관한 자세한 도보(圖譜), 곧 도해와 설명을 붙인 《무예도보통지》가 편찬되었다. 정조는 이 작업을 아버지 사도세자의 뒤를 잇는 것으로 공표하였다. 1790년(정조 14년) 4월 29일(음)에 완간하였다. 4권 4책의 한문본과 1권 1책의 한글 해석본이 있다.

## 무예 인식
《무예도보통지》는 실제로는 연속되는 동작인 무예를 정지된 그림으로 도해하였다. 따라서 이를 실제 훈련에 도입하기 위해서는 도해와 실제 동작 사이의 관계를 정의해야 한다. 이를 세(勢)와 보(譜)로 표현하였다.
세는 정지된 그림으로 나타낸 하나의 자세, 또는 품세를 말한다. 그러나 이 동작 묘사는 일련의 연속 동작으로 연결될 때 이루어지는 다양한 변화를 포함한다. 그림에서는 한 자세로 표현되어 있어도 실제 사용에서는 상황에 맞게 다양한 응용이 필요하기 때문이다. 한편, 보는 각 세의 순서를 연결한 것이다. 이를 통해 하나의 세에서 다음 세로 이어지는 공격과 방어의 흐름을 익혔다. 무예의 수련을 위한 무예지에서 이러한 세와 보의 표현은 이전의 《무예제보》 등에서도 사용된 일반적인 방식이었다.
《무예도보통지》에 나타난 세와 보를 살펴보면 방어 보다는 공격적인 흐름이 많다. 이는 임진왜란과 병자호란 등의 전쟁을 겪고 난 뒤인 조선 후기 병사 육성에서 보다 공격적인 전술 운영의 필요를 느꼈기 때문이다.
《무예도보통지》가 편찬 될 당시 이미 화약 무기가 기존 무기의 장단점을 무력화 시키고 있었다. 따라서 《무예도보통지》는 이전 무예지가 분류하였던 긴 무기와 짧은 무기의 분류를 버리고 찌르고 찍고 치는 세 가지 유형으로 무기를 다시 분류하였다.

## 구성
《무예도보통지》는 장용영의 군사 훈련용 지침서로 편찬되었다. 당시 장용영은 보병과 기병으로 구분되었는데 이들은 각각 기본 무예인 원기와 복합 응용 무예인 별기를 익혀야 하였다. 《무예도보통지》는 보병과 기병의 별기를 다룬 책이다. 《무예도보통지》는 모두 24 가지 무예를 4권으로 나누어 다룬다. 책의 첫 머리에는 군사 운용의 역사를 요약한 《병기총서(兵技摠敍)》를 넣었고 그 뒤로 무예지의 원류를 만든 척괴광과 모원의의 전기인 《척모사실(戚茅事實)》을 실었으며 그 뒤로 한교가 훈련도감을 운영하며 병사 훈련에 필요한 실무를 적은 《기예질의(技藝質疑)》가 실렸다. 이와 같은 글들 뒤로 참고문헌들을 나열한 뒤 24반 무예들을 설명하였다.
각 권 마다 배치된 24반 무예는 다음과 같다.
- 1권 - 창

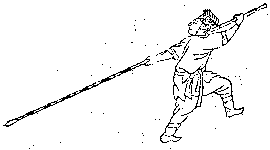
《무예도보통지》에 실린 죽장창

  - 장창(長槍): 창은 병사의 기본 무기였다. 활은 일반인도 흔히 지녔으나 창은 군인만 소지가 허용되었다.[15] 장창은 일반적인 창보다 더 긴 창으로 임진왜란 시기 명나라에서 도입되었다. 당시 개인 무기로 검을 주로 사용하는 일본 군대에 효과적이었기 때문에 조선 병사의 주요 무기로 채택되었다.[16]
  - 죽장창(竹長槍): 대나무를 이용한 장창이다. 이것 역시 임진왜란 시기 도입되었다.[17]
  - 기창(旗槍): 기를 단 짧은 단창이다.[18]
  - 당파 (鐺鈀): 끝이 세갈래인 삼지창이다. 삼지창은 삼국 시대부터 한국에서 흔히 쓰였던 무기이나 당파는 척계광이 일본의 왜검에 대적하기 위해 고안한 것을 받아들인 형태이다. 갈라진 틈으로 적의 창이나 칼을 걸어 넣어 잡아 챌 수 있었다.[19]
  - 기창(騎槍): 말을 탄 채 사용하는 기병용 창이다. 조선 무과 시험 6과목 가운데 하나였다.[20]
  - 낭선(狼先): 가지를 쳐내지 않은 대나무를 그대로 사용하여 끝에 창날을 붙인 무기이다. 1444년 명나라의 엽종류가 반란을 일으키며 최초로 사용하였고 잔가지들 때문에 단칼에 자루가 잘리는 창의 단점을 보완할 수 있어 척괴광이 왜구와의 싸움에 도입하였다.[21]

- 2권 - 도
  - 쌍수도(雙手刀): 원래 이름이 장도(長刀)인 쌍수도는 칼이 길어 양손으로 잡아야 하는 무기를 말한다.[22]
  - 예도(銳刀): 예도는 조선의 전통 도검인 환도와 비슷하나 끝이 더 뾰족하게 제작된 칼이다.[23]
  - 왜검(倭劍): 왜검은 일본의 카타나를 뜻한다. 카타나는 특유의 베기 성능이 일찍부터 알려져 있었고 고려 시대부터 한국으로 유입되고 있었다. 그러나 수입만으로는 수가 충분하지 않아 왜검의 특징을 받아들인 환도가 제작되었다.[24] 임진왜란 당시 일본 군대의 카타나는 조선에 위협적인 무기였다. 이에 대하하기 위해 당파와 같은 무기가 만들어졌지만 동시에 왜검 자체에 대한 도입도 모색되었다. 숙종 시기 훈련도감의 무인 김체건은 초량왜관에 노비로 위장 잠입하여 왜검술을 배웠다. 그는 통신사 일행으로도 따라가 왜검을 배웠는데 훗날 왜검을 네 가지 유파로 정리하였다.[25] 《무예도보통지》의 제작에 참여한 백동수는 김체건의 아들 김광택에게 검술을 배우면서 왜검도 함께 전수받았다.[26] 이런 특징 때문에 한국학중앙연구원의 곽낙현은 《무예도보통지》를 한국, 중국, 일본의 무예를 종합한 것으로 파악한다.[27]
  - 왜검교전(倭劍交戰): 왜검과 교전하는 방법을 도해하였다.

- 3권 - 검
  - 제독검 (提督劍): 제독검은 임진왜란 당시 명나라 낙성지가 전한 허리에 차는 검이다. 그가 이여송의 휘하에 있었기 때문에 제독검이라는 이름이 붙었다.[28]
  - 본국검 (本國劍): 신라에서 유래하여 신라검이라 불린다. 한국 고유의 검이다. 한 동한 세가 실전되어 전해지지 않던 것을 중국의 모원의가 《무비지》에 〈조선세검〉으로 수록한 것을 발견하여 되살렸다.[29]
  - 쌍검 (雙劍): 양 손에 검을 들고 싸우는 검법이다.
  - 마상쌍검 (馬上雙劍): 말을 타고 쌍검을 사용하는 검법이다.
  - 월도 (月刀): 언월도로 더 널리 알려져 있는 자루가 긴 큰 칼이다. 임진왜란 당시 왜검에 맞서기 위해 명나라로부터 도입되었다. 원래는 기병의 무기로 가야와 같은 고대 기병들도 사용하였다.[30]
  - 마상월도 (馬上月刀): 말을 타고 사용하는 월도이다.
  - 협도 (挾刀): 협도는 월도보다 칼의 폭을 줄여 다루기 쉽게 만든 무기이다.[31]
  - 등패 (藤牌): 등패는 등나무로 만든 방패이다. 도검을 방어하기 위해 쓰였다.

- 4권 - 권법과 기마술
  - 권법 (拳法): 맨손으로 적과 싸우는 기술이다. 삼국 시대부터 택견이나 수박 등으로 불리며 연마되었다.[32]
  - 곤방 (棍棒): 오리 부리와 같은 형태의 날을 단 긴 봉이다. 치고 찌르는 무기로 사용되었다.[33]
- 편곤 (鞭棍): 주로 기병이 사용하던 도리깨 모양의 무기이다. 보병은 보다 긴 장대의 편곤을 사용하였다.[34]
- 마상편곤 (馬上鞭棍): 말을 타고 편곤을 사용한는 기술을 다뤘다.
- 격구 (擊毬): 격구는 말을 타고 하는 하키와 비슷한 운동이었다. 경기를 위해 각종 기마술을 수련하였기 때문에 군사 훈련으로 쓰였다.[35]
- 마상재 (馬上才): 말 위에서 각종 묘기를 선보이는 서커스였다. 조선의 마상재는 통신사 일행에도 따라가 기마술을 뽐냈다.[36]

## 같이 보기
- 십팔기
- 마상육기
- 무예이십사반
- 무비지
- 환도